# Patto globale per l'ambiente
Il progetto di Patto globale per l’ambiente è stato lanciato nel 2017 da una rete di esperti nota come “Gruppo internazionale di esperti per il patto” (GIEP). Il gruppo è composto da più di cento esperti di diritto ambientale ed è presieduto dall’ex presidente della COP21 Laurent Fabius.
Il 10 maggio 2018, l’Assemblea generale delle Nazioni Unite ha adottato, con 142 voti a favore, 5 voti contrari (Stati Uniti, Russia, Siria, Turchia e Filippine) e 7 astensioni (Arabia Saudita, Bielorussia, Iran, Malesia, Nicaragua, Nigeria e Tagikistan), una risoluzione che apre la strada alla negoziazione di un patto globale per l’ambiente (risoluzione A/72/L.51 del 10 maggio 2018, “Verso un patto globale per l'ambiente”).
I negoziati sono ancora in corso. L’8 maggio 2020, il programma ambientale delle Nazioni Unite ha nominato due co-facilitatori per guidare il processo. Il loro mandato è quello di condurre consultazioni informali per preparare una prima bozza di una “dichiarazione politica” che dovrà essere discussa alla quinta sessione dell’Assemblea Ambientale delle Nazioni Unite nel febbraio 2021. Questo testo dovrebbe essere adottato nel 2022 durante una sessione speciale della quinta Assemblea Ambientale delle Nazioni Unite, chiamata UNEP@50, per commemorare il 50º anniversario dell’istituzione del Programma Ambientale delle Nazioni Unite.

## Obiettivi
Il Patto Globale per l’Ambiente cerca di riconoscere i diritti e i doveri dei cittadini e dei governi nei confronti del Pianeta. Il suo approccio è quello di racchiudere i principi fondamentali del diritto ambientale in uno strumento giuridicamente vincolante, rimediando così alle carenze del diritto ambientale internazionale. Mentre questi principi sono già contenuti in dichiarazioni politiche come la Dichiarazione di Stoccolma del 1972 e la Dichiarazione di Rio del 1992, attualmente mancano di forza legale.
In contrasto con queste dichiarazioni, un Patto Globale sarebbe un trattato multilaterale giuridicamente vincolante che sancirebbe i diritti ambientali fondamentali così come i principi che guidano l’azione ambientale. Basandosi sulla dinamica degli Obiettivi di Sviluppo Sostenibile e dell’Accordo di Parigi, un Patto Globale alzerebbe la soglia della protezione ambientale in tutto il mondo. È destinato all’adozione globale. Completerebbe le convenzioni settoriali esistenti, come l’Accordo di Parigi o il Protocollo di Montréal, sancendo dei principi che si applicherebbero all’ambiente nel suo complesso. Se adottato, sarebbe il primo trattato internazionale che adotta un approccio globale e non settoriale all’ambiente.
La metodologia del Patto Globale per migliorare gli standard ambientali consiste nel riconoscere una “terza generazione di diritti fondamentali” – i diritti ambientali. Questo approccio rispecchia quello dei due patti internazionali del 1966: la Convenzione internazionale sui diritti civili e politici (CIDCP) e la Convenzione internazionale sui diritti economici, sociali e culturali (CIDESC), che sono generalmente considerate come quelle che hanno sancito le prime due generazioni di diritti umani.
Se venisse adottato un Patto Globale giuridicamente vincolante, gli Stati membri delle Nazioni Unite dovrebbero emanare un’ambiziosa legislazione ambientale per incorporare i principi del Patto Globale nel loro diritto nazionale. Inoltre, i tribunali nazionali, e in particolare le corti supreme, potranno usare questo Patto Globale come fonte del diritto nel decidere i contenziosi.

## Origini
Il Patto globale per l’ambiente è stato proposto per la prima volta nel 2017 da una rete internazionale di più di cento esperti (professori, giudici, avvocati) provenienti da quaranta paesi diversi, ora noti come il “Gruppo internazionale di esperti per il Patto” (GIEP). L’attuale presidente dell’GIEP è Laurent Fabius, presidente del Consiglio costituzionale francese ed ex presidente della COP 21. Il suo segretario generale è Yann Aguila, avvocato del foro di Parigi e presidente della commissione ambiente del Club des Juristes, un think tank giuridico francese.
Tra i membri degni di nota del GIEP ci sono:
- Antonio Herman Benjamin, giudice della Corte Superiore di Giustizia del Brasile.
- Bruce Ackerman, Sterling professor di diritto e scienze politiche, Università di Yale.
- Laurence Boisson de Chazournes, professoressa, Università di Ginevra.
- David Boyd, professore di diritto internazionale, Università British Columbia, relatore speciale delle Nazioni Unite sui diritti umani e l’ambiente.
- Lord Robert Carnwath, giudice della Corte Suprema del Regno Unito.
- Parvez Hassan, avvocato della Corte Suprema del Pakistan.
- Marie Jacobsson, ex membro della Commissione di diritto internazionale delle Nazioni Unite dal 2007 al 2016 e relatrice speciale.
- Donald Kaniaru, ex direttore dell’implementazione ambientale all’UNEP.
- Swatanter Kumar, ex giudice della Corte Suprema indiana, ex presidente della Corte verde nazionale indiana.
- Luc Lavrysen, presidente in lingua olandese della Corte costituzionale belga.
- Pilar Moraga Sariego, professoressa del Centro di Diritto Ambientale, Facoltà di Giurisprudenza, Università del Cile.
- Tianbao Qin, Professore, Università di Wuhan, segretario generale, Società cinese per il diritto dell’ambiente e delle risorse naturali.
- Nicholas A. Robinson, professore, Elisabeth Haub School of Law, Università di Pace, New York.
- Jorge E. Vinuales, professore, Università di Cambridge.
- Margaret Young, professoressa associata, Facoltà di Giurisprudenza, Università di Melbourne.

La consacrazione dei principi fondamentali del diritto ambientale in un trattato universale vincolante non è comunque un’idea nuova. I giuristi ambientali hanno chiesto agli Stati di adottare un tale trattato a partire almeno dal rapporto Brundtland del 1987, che ha elaborato una lista di “Principi giuridici per la protezione ambientale e lo sviluppo sostenibile”. Nel 1995, l’Unione Internazionale per la Conservazione della Natura (IUCN) ha anche proposto un progetto di Patto Internazionale su Ambiente e Sviluppo. Nel 2015, il Comitato per l’ambiente del Club des Juristes ha proposto anche l’adozione di un trattato ambientale internazionale.

## Contenuto
Una bozza preliminare è stata concepita dagli esperti del GIEP nel 2017 per servire da base ai colloqui internazionali. La formulazione definitiva del testo è ancora oggetto di negoziati.
Il progetto preliminare è strutturato intorno a un preambolo e a venti principi fondamentali, in equilibrio tra diritti e doveri e completato da sei articoli che trattano le disposizioni finali. Il testo si basa su due “principi fondamentali”, un diritto e un dovere: il diritto a un ambiente ecologicamente sano e il dovere di prendersi cura dell’ambiente. Questi principi sostanziali e procedurali sono già ampiamente stabiliti e accettati in precedenti dichiarazioni ambientali. Tuttavia, un Patto Globale eleverebbe questi principi da idee guida a fonti di legge giuridicamente vincolanti e applicabili per i legislatori e i tribunali di tutti gli stati membri delle Nazioni Unite.
I principi sostanziali includono:
- Il principio di prevenzione (articolo 5): si prendono le misure necessarie per prevenire il danno ambientale.
- Il principio di precauzione (articolo 6): quando c’è un rischio di danno grave o irreversibile, la mancanza di certezza scientifica non deve essere usata come motivo per impedire il degrado ambientale.
- Obbligo di riparare i danni ambientali (articolo 7): devono essere prese le misure necessarie per assicurare un’adeguata riparazione dei danni ambientali.
- Chi inquina paga (articolo 8): i costi dell’inquinamento devono essere sostenuti da chi li causa.

I principi procedurali includono:
- Diritto all’informazione (articolo 9): ogni persona ha il diritto di accedere all’informazione ambientale detenuta dalle autorità pubbliche.
- Partecipazione del pubblico (articolo 10): ogni persona ha il diritto di partecipare alla preparazione delle decisioni che possono avere un effetto significativo sull’ambiente.
- Accesso alla giustizia ambientale (articolo 11): Gli Stati assicurano il diritto a un rimedio efficace e accessibile per contestare gli atti che contravvengono al diritto ambientale.

La bozza preliminare del Patto Globale propone innovazioni come il riconoscimento ufficiale del ruolo della società civile nella protezione dell’ambiente. Include inoltre il principio di non regressione, che vieta di tornare indietro rispetto ai livelli esistenti di protezione ambientale.
Il progetto preliminare prevede anche un meccanismo di controllo dell’attuazione del Patto per garantirne l’efficacia. Questo meccanismo, che consiste in un comitato di esperti, sarebbe un forum per gli Stati per scambiare esperienze e raccomandazioni alla luce delle migliori pratiche nazionali.

## Iter diplomatico
La bozza del testo del Patto Globale è stata presentata per la prima volta a Parigi il 24 giugno 2017, con la partecipazione di diverse figure di spicco coinvolte nella protezione dell’ambiente, come Ban Ki-moon, Mary Robinson, Laurent Fabius, Laurence Tubiana, Arnold Schwarzenegger, Anne Hidalgo, Nicolas Hulot e Manuel Pulgar-Vidal.
Il 19 settembre 2017, il presidente francese Emmanuel Macron ha tenuto un “Summit su un patto globale per l’ambiente” a margine della 72ª sessione dell’Assemblea Generale delle Nazioni Unite a New York per introdurre il progetto sulla scena diplomatica. In questa occasione, il segretario generale delle Nazioni Unite António Guterres, il presidente dell'Assemblea generale delle Nazioni Unite Miroslav Lajčák e il direttore esecutivo dell'UNEP Erik Solheim hanno espresso il loro sostegno al progetto.
Il 10 maggio 2018, l’Assemblea Generale delle Nazioni Unite ha adottato la risoluzione 72/277 intitolata “Verso un patto globale per l’ambiente”, che ha formalmente lanciato i negoziati internazionali sull’adozione di tale patto. Ha stabilito i termini di riferimento dei negoziati e ha previsto:
- La presentazione di un rapporto del Segretario Generale delle Nazioni Unite all’Assemblea Generale verso la fine del 2018, identificando le eventuali lacune del diritto internazionale dell’ambiente che il Patto potrebbe colmare.
- La creazione di un gruppo di lavoro aperto, aperto a tutti gli Stati membri, incaricato di esaminare questo rapporto e discutere se le questioni affrontate nel rapporto sarebbero risolte dall’adozione del Patto come un nuovo trattato internazionale.[5]

Il 5-7 settembre 2018, il gruppo di lavoro ha tenuto la sua prima sessione organizzativa a New York. Lì, gli Stati membri hanno programmato tre sessioni sostanziali che si sono svolte a Nairobi a gennaio, marzo e maggio 2019. Questo gruppo è stato presieduto da due copresidenti che sono stati nominati dal presidente dell’Assemblea generale delle Nazioni Unite, Miroslav Lajčák. Questi erano Francisco António Duarte Lopes, rappresentante permanente del Portogallo e Amal Mudallali, rappresentante permanente del Libano.
Nel dicembre 2018, il segretario generale delle Nazioni Unite ha pubblicato il suo rapporto sul Patto globale per l’ambiente. Il rapporto, intitolato “Gaps in International Environmental Law and Environment-Related Instruments: Towards a Global Pact for the Environment”, ha sottolineato che l’efficacia del diritto ambientale internazionale potrebbe essere rafforzata da uno strumento internazionale completo e unificante che sancisca tutti i principi del diritto ambientale. Un tale strumento “potrebbe fornire una migliore armonizzazione, prevedibilità e certezza”.
Nel giugno 2019, il gruppo di lavoro ha adottato raccomandazioni che erano in netto arretramento rispetto alle proposte originali dei copresidenti. Infatti, gli Stati hanno effettivamente optato per l’adozione di una dichiarazione politica nel 2022, in coincidenza con il cinquantesimo anniversario della Conferenza di Stoccolma. Queste raccomandazioni costituiscono una battuta d’arresto rispetto all’ambizione iniziale del progetto che mirava a un trattato internazionale giuridicamente vincolante che avrebbe sancito i principi generali del diritto ambientale.
Il 30 agosto 2019, l’Assemblea generale delle Nazioni Unite ha adottato la risoluzione 73/333. Questa risoluzione “ha preso atto con soddisfazione del lavoro del gruppo di lavoro” e “ha concordato con tutte le sue raccomandazioni”. Ha trasmesso queste raccomandazioni all’Assemblea delle Nazioni Unite per l’ambiente, affinché essa “prepari, nella sua quinta sessione, nel febbraio 2021, una dichiarazione politica per una riunione di alto livello delle Nazioni Unite, soggetta a finanziamenti volontari, nel contesto della commemorazione della creazione del programma ambientale delle Nazioni Unite da parte della Conferenza delle Nazioni Unite sull’ambiente umano, tenutasi a Stoccolma dal 5 al 16 giugno 1972”.
L’8 maggio 2020, il presidente dell'Assemblea delle Nazioni Unite per l’ambiente e il presidente del Comitato dei rappresentanti permanenti hanno nominato due co-facilitatori per guidare il processo negoziale. Questi sono Saqlain Syedah, dal Pakistan, e Ado Lohmus, dall'Estonia. Questi co-facilitatori hanno condotto consultazioni informali per preparare il lavoro della quinta sessione dell’Assemblea dell’ambiente nel febbraio 2021. In questo contesto, il loro mandato è stato quello di supervisionare tre incontri consultivi, il primo dei quali è avvenuto nel giugno 2020. Le altre due, originariamente previste per novembre 2020 e febbraio 2021, sono state rinviate a causa della pandemia COVID-19. La seconda consultazione ha avuto luogo nel novembre 2021. La terza e ultima sessione ha avuto luogo nel febbraio 2022.

## Diritto a un ambiente sano
Sulla scia del progetto di Patto Globale, sta nascendo un movimento per il riconoscimento internazionale del diritto a un ambiente sano. Nel settembre 2020, un piccolo gruppo di Stati (Costa Rica, Marocco, Slovenia, Svizzera e Maldive) ha iniziato le discussioni per far riconoscere questo diritto dal Consiglio dei diritti umani delle Nazioni Unite.
L’8 ottobre 2021, il Consiglio dei diritti umani ha adottato la risoluzione 48/13 con un voto di 43 a favore, nessuno contrario e 4 astensioni (Cina, India, Giappone e Russia). Questa risoluzione riconosce per la prima volta a livello internazionale il diritto ad un ambiente sano come un diritto umano. Fa seguito a una campagna internazionale condotta da più di mille ONG e quindici agenzie dell’ONU.
Questa risoluzione invita anche l’Assemblea Generale delle Nazioni Unite a New York ad esaminare la questione. L’Assemblea generale potrebbe quindi essere chiamata a decidere sull’adozione di una risoluzione simile. Tale riconoscimento darebbe più peso al diritto ad un ambiente sano sulla scena internazionale.
Queste risoluzioni potrebbero aprire la strada all’eventuale adozione di una convenzione internazionale sul diritto ad un ambiente sano. Secondo il relatore speciale delle Nazioni Unite sui diritti umani e l’ambiente, il professor David Boyd, un tale convenzione o trattato sarebbe un’estensione del proposto Patto globale per l’ambiente.